# Ain't Love a Bitch
Ain't Love a Bitch  è un singolo del cantautore rock britannico Rod Stewart. Stewart la pubblicò nel suo album del 1978 Blondes Have More Fun, ed era una delle quattro canzoni dell'album scritte insieme a Gary Grainger .

## Video musicale
Stewart ha eseguito la canzone nel programma Dave Allen at Large di Dave Allen . Un video della canzone è stato incluso nel DVD incluso nelle edizioni deluxe dell'album compilation Some Guys Have All the Luck / The Definitive Rod Stewart .

## Classifiche
La canzone fu pubblicata come singolo nel 1979, raggiungendo la posizione numero 11 nelle classifiche del Regno Unito e la numero 22 nella classifica Billboard Hot 100 negli Stati Uniti.
Ha trascorso 8 settimane nelle classifiche del Regno Unito e 6 settimane in quelle degli Stati Uniti. La canzone ha raggiunto la Top Ten anche in diversi paesi, tra cui l'Irlanda.
La rivista Billboard ha piazzato Stewart al 7º posto nella sua lista dei migliori artisti singoli del 1979 grazie a "Ain't Love a Bitch" e al suo predecessore, " Da Ya Think I'm Sexy? ".
| Classifiche (1979)                        | Posizione massima |
| ----------------------------------------- | ----------------- |
| Irlanda (IRMA)                            | 5                 |
| Regno Unito (The Official Charts Company) | 11                |
| USA (Billboard Hot 100)                   | 22                |